# Eachléim
Eachléim (Engels: Aughleam) is een plaats in het Ierse graafschap Mayo. De plaats bevindt zich in de Gaeltacht.